# بشيمة
بشّيمة (بكسر الباء) هي إحدى قرى الجنوب التونسي وتتبع إداريا معتمدية الحامة من ولاية قابس. وتبعد عن مدينة الحامة بحوالي 10 كلم غربا.